# Paul Kellerman

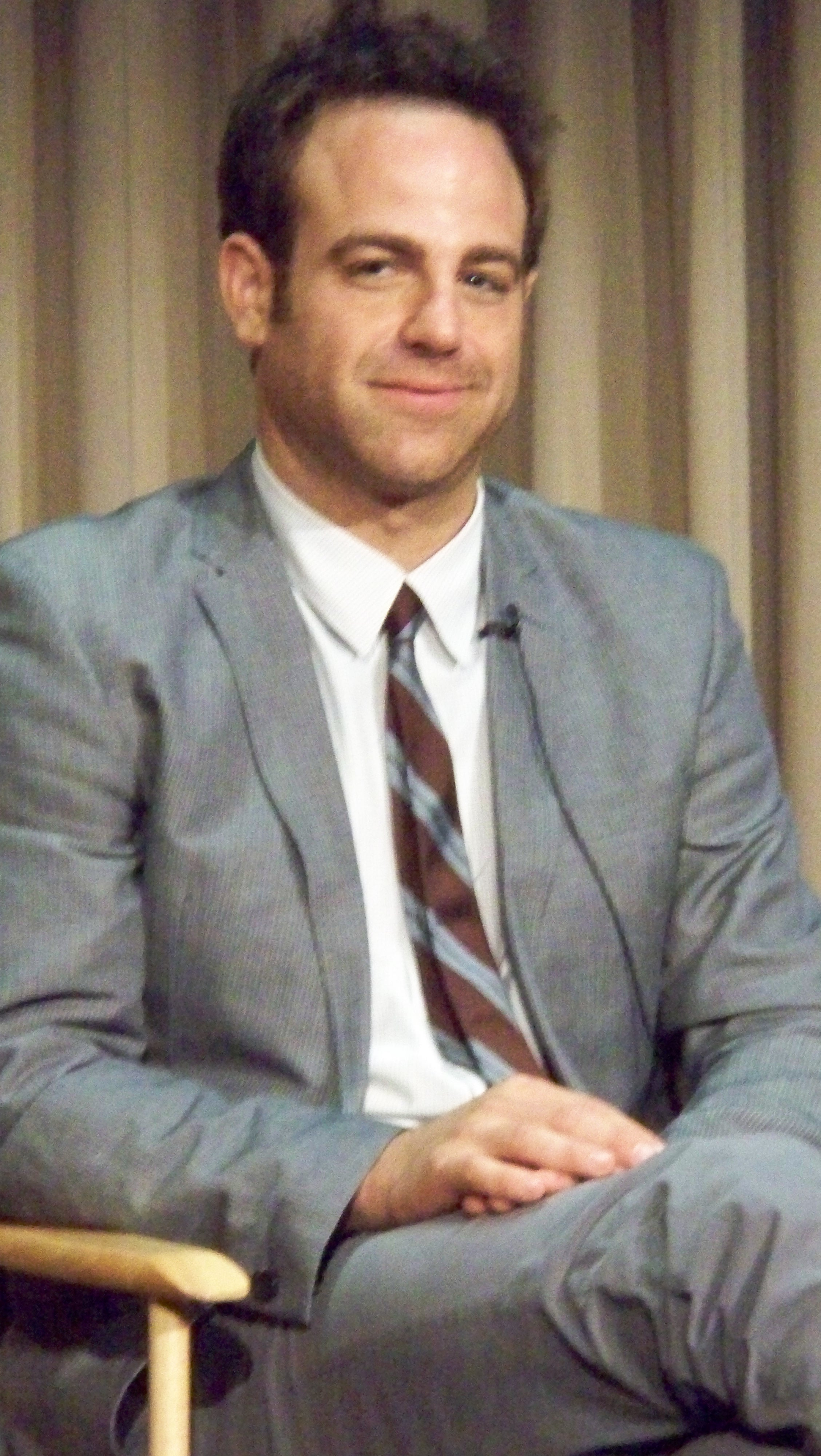
Paul Adelstein, actor que interpreta a Paul Kellerman en la serie Prison Break

Paul Kellerman es un personaje de ficción de la serie de televisión estadounidense de FOX, Prison Break, interpretado por el actor norteamericano Paul Adelstein.El personaje se presentó en la serie como un agente del Servicio Secreto de los EE. UU. El actor no se agregó como un miembro del cast regular hasta el tercer episodio. El papel del personaje es muy importante porque es uno de los villanos de la primera y parte de la segunda temporada, es además uno de los que preparó y llevó a cabo la conspiración contra Burrows.

## Historia
Después de graduarse con honores de West Point, Paul Kellerman sirvió en la guerra del Golfo en los Rangers del ejército de USA y en luego participaría en las fuerzas especiales; logrando ser major. Aunque él tenía un futuro prometedor en el ejército, recibió una buena oferta del gobierno federal: una posición de dirección dentro del Servicio Secreto, y se asignó proteger a Caroline Reynolds (Patricia Wettig), a la cual ha servido durante quince años. Se convirtió en un fanático cruel, capaz de suprimir su humanidad para cometer crímenes horribles en el nombre de Caroline Reynolds. Debido a su compromiso con la vicepresidenta, él se volvió una figura importante en la conspiración que se ideó contra Lincoln Burrows (Dominic Purcell) para inculparlo por el asesinato del hermano de la vicepresidenta. En el episodio «The Rat», es revelado que vive bajo el seudónimo de Owen Kravecki. Kellerman tiene por lo menos 35 años.

## Primera temporada
Junto con su compañero y viejo amigo Danny Hale, Kellerman en la primera mitad de la temporada trata de impedir por cualquier medio que se destape la conspiración que se armó para inculpar a Lincoln Burrows. Para hacer esto, él no tiene problemas en chantajear o incluso asesinar a varias personas inocentes, bajo las órdenes de Caroline Reynolds. Kellerman mantiene la cabeza fría a lo largo de esto, no mostrando ningún remordimiento para lo que tiene que hacer. Pero cuando Caroline Reynolds le revela que va a necesitar ayuda de «la Compañía», Kellerman muestra su oposición a incluirlos sabiendo lo poderosa que es la organización. Quinn un agente mandado por la Compañía para ayudarlo, a él y su compañero, en la captura de Verónica, Nick y L.J. no le cayó muy bien a Kellerman, ya que no quería que se implicara aún más a la Compañía. Cuando Quinn cayo en un pozo tras un empujón que le propinó L.J., este llamó a Kellerman y Hale para que lo rescataran; pero cuando lo encontraron, a Kellerman se le ocurrió tapar el pozo y dejarlo morir en secreto, a continuación solo ellos serían los que tuvieran la misión de encontrar y eliminar aquellos que amenazan la conspiración. Kellerman tiene que matar a su compañero Hale, cuando este tiene una crisis de conciencia y decide traicionarlo a él y a todos los implicados en la conspiración contra Lincoln Burrows; Verónica es testigo de este asesinato. Este hecho fue el primero en donde se puede apreciar que Kellerman muestra remordimiento al asesinar. Él está visiblemente disgustado con Hale por nombrarlo como un conspirador, siendo uno de los incentivos de Kellerman para asesinar a su viejo compañero y amigo.
La segunda parte de la primera temporada se observa como a menudo Kellerman tiene diferencias con Samantha Brinker, que es el intermediario entre la Compañía y Reynolds. Kellerman descubre que la Compañía tenía segundas intenciones para inculpar a Burrows, él muestra su primera desilusión sobre todo el asunto y le exige a Reynolds que no siga las órdenes de la Compañía; pero ella lo tranquiliza diciéndole que está trabajando para ella y no para La Compañía. En los siguientes episodios se muestra que Kellerman siente hacia Reynolds cierto amor y afecto, por esa causa él lleva trabajando fielmente durante 15 años para ella. Él está muy familiarizado con Caroline Reynolds y parece preocuparse auténticamente, apoyándola sobre todo después de que la Compañía la amenazara y la presionara. En el último episodio de la temporada, Kellerman la ayuda a asesinar al presidente para que ella pudiera asumir el poder. Se lo puede ver a su lado cuando Caroline jura sobre la constitución en su oficina.

## Segunda temporada
El papel de Kellerman es más grande en la segunda temporada. Primero se involucra directamente en la caza de los "8 de Fox River", luego Kellerman decide rastrear Sara Tancredi, ya que piensa que lo podría llevar a Michael Scofield y Lincoln Burrows. Él intenta acercarse a Sara, mientras ella se encuentra en una reunión para ayudar a ex drogadictos. Se hace pasar por un drogadicto gay llamado Lance. Todavía permanece fiel a la conspiración, manipulando a Sara para que confíe en él. Sin embargo, después de que ya no pueda informarle en persona a la presidenta Reynolds de su operación; obligándole en cambio a informar al operario de la Compañía, el Sr. Kim, Kellerman empieza a pensar que Reynolds es solo un peón más de la Compañía. Él empieza a desilusionarse con su causa y a sentirse amargado y resentido hacia Reynolds por engañarlo. En los próximos episodios, Kellerman continúa siguiendo los órdenes de Kim, y pone presión al agente especial del FBI, Alexander Mahone, para asegurar las muertes de todos los fugitivos que escaparon con los hermanos.
En "Bolshoi Booze", él captura a Sara y la tortura para sacarle cualquier información que su padre le podría haber dado, Kim le ordena que la mate aunque Kellerman no está convencido de hacerlo ya que cree que puede obtener información. A esas alturas, sus dudas lo hacen vacilar y él tiene una crisis de conciencia. Kellerman intenta sin embargo matarla, pero ella lo quema con una plancha en el pecho y logra escapar. Su fracaso incita a Kim para sacarlo de la misión y declararlo como un cabo suelto, borrando todos los archivos que pertenecían a su identidad. Cuando Michael y Lincoln son capturados por la policía, Kellerman diseña una trampa para permitirle a él y la Compañía asesinar a los hermanos. Sus verdaderos motivos se revelan cuando en vez de asesinarlos; Kellerman, en cambio, le dispara a Mahone hiriéndolo y ayuda a escapar a los hermanos con las esperanzas de buscar la venganza contra la presidenta y la Compañía. Kellerman, en el episodio "John Doe", forma una alianza tenue con los hermanos. Con su ayuda, ellos pueden encontrar y captura Terrence Steadman. Mientras tienen de rehén a Steadman, Kellerman tiene que soportar la humillación que este le hace, al revelarles a Michael y Lincoln, que Kellerman tiene sentimientos romancitos hacia su hermana los cuales ella siempre rechazo. Kellerman continúa sirviendo como un aliado a los protagonistas en los episodios siguientes, ayudándoles a que transmitieran un mensaje al país para despistar al FBI y ayudar a Michael a encontrarse con Sara. Aunque en un punto contempla traicionar a los hermanos, cuando recibe una llamada de la presidenta, al final se da cuenta de que es una impostora, y que todo es un engaño de Kim.
Cuando Michael se encuentra con Sara, esta demuestra un gran odio y resentimiento hacia Kellerman, porque este en capítulos anteriores la había torturado. Los hermanos igual deciden seguir manteniendo a Kellerman por el momento, ya que necesitaban su ayuda, pero desconfiaban de sus verdaderas intenciones. Después de que él les ayuda a obtener un archivo de audio que podía exonerar a Lincoln, Kellerman es abandonado por Sara y los hermanos. Tras el abandono él decide buscar venganza por sus propias manos sin ayuda de nadie. Él obtiene un rifle francotirador, de un vendedor ilegal de armas al cual engaña y asesina, e intenta matar a la presidenta Reynolds, pero su intento es infructuoso al ver, por la mira, que Michael se acerca a ella y es detenido. Kellerman amargado por todo lo que ha pasado intenta suicidarse pero su arma se atora y entonces decide llamar a su hermana Kristine. Desahogándose con ella de las cosas terribles que hizo por nada, ha dedicado su vida a una mentira y que está arrepentido de todo lo sucedido, su hermana lo conforta y le aconseja que haga lo correcto. Ella le convence de que se arrepienta de sus crímenes, esto lo incita a ir al juicio de Sara y confesar la verdad de los hechos. El testimonio de Kellerman exonera a Sara y a Lincoln, pero él es arrestado. En su última aparición en la temporada, Kellerman es aparentemente asesinado por operarios de la Compañía. Dos pistoleros enmascarados abren las puertas de la camioneta de transporte policial, y Kellerman mirándolos le dice algo así como que se demoraron bastante. Él sonríe mientras los enmascarados disparan, aunque el tiroteo ocurre, no se puede ver a quien asesinaron, si a Kellerman o al guardia, ya que las cámaras enfocan de afuera a los matones sin mostrar lo que ocurre adentro. Su destino queda abierto para las próximas temporadas.

## Cuarta temporada
Kellerman apareció en el último episodio de la cuarta temporada. Él ha sobrevivido, (la víctima del tiroteo fue su guardia), y fue rescatado uniéndose al el grupo de resistencia contra la Compañía para el cual trabajó el padre de Michael y Lincoln. Él con la ayuda de C-note intenta localizar a los hermanos para que entreguen Scylla a un enlace de las Naciones Unidas llamado Solomon Okella, prometiendo si cumplían la exoneración de todos sus delitos. Los Hermanos aceptan renuentemente, ya que ellos no querían seguir huyendo. Kellerman cumple su promesa y exonera a Michael, Lincoln, Sucre, y Mahone. Él deja el destino de T-bag en manos del grupo. En el epílogo de la serie cuatro años después que Michael entregó Scylla a la ONU, Kellerman es mostrado como un diputado popular que lucha contra la corrupción gubernamental. Aunque ahora cambió y lucha por una buena causa, las atrocidades que él cometió en su pasado no han desaparecido, como la viuda de su compañero anterior, Daniel Hale, que se acerca a Kellerman, hablándole de su esposo y escupiéndole a la cara cuando él le contesta. Kellerman no reaccionó visiblemente, pero subió en su limousine, mostrándose muy arrepentido de lo que había hecho en su pasado.

## Quinta temporada
Paul Kellerman es atracado en su casa por T-Bag cuando entran los complices de Poseidon y le disparan dos veces en el pecho y una en la cabeza

## Características
A lo largo de la serie Kellerman es pintado como alguien que cree en lo que está haciendo. En uno de los primeros episodios de la primera temporada él le comenta a Reynolds que todo lo que ha hecho ha sido por ella, su familia y el bien de su país. Aunque primero se lo percibe como un asesino a sangre fría, él ama a su hermana y también muestra amor por Caroline Reynolds. Además según Paul Adelstein que interpreta a Paúl Kellerman, el personaje cree que lo que está haciendo es moralmente correcto porque piensa que Reynolds es el mejor líder para el país, y que cualquiera que arriesgue su posición debe eliminarse. Él es un patriota, si unas personas tienen que morir para asegurar el bien del estado, que así sea. 
Hay una diferencia clara a su retrato a lo largo de la serie. En la primera temporada, Kellerman era un asesino a sangre fría y también consistentemente cruel. El mejor ejemplo es está en el episodio Tweener dónde Kellerman, después de haber ayudado en el asesinato de la madre de L.J. Burrows, se mofa del muchacho sobre la muerte de su madre. 
En la segunda temporada, sin embargo, Kellerman se retrata como más humano. Él empieza a objetar el asesinato de personas inocentes por parte de Kim, y muestra remordimiento genuino cuando le piden que mate a Sara Tancredi. También se nos presenta a su hermana, a quien Kellerman quiere bastante según muestra. 
En la cuarta temporada, él vuelve como una persona importante para exonerar a cada miembro del equipo de Don Self, salvo T-bag. Se nos muestra aquí como honrado y carismático, aunque algo distante y reservado hacia los otros protagonistas.  Luego se convierte en un diputado de gran influencia, y aparentemente lucha contra la corrupción en el gobierno, siendo completamente casi lo contrario a cuando empezó la serie.